# Буковинське земляцтво
Буковинське земляцтво — громадська організація, земляцтво буковинців у місті Києві «БУКОВИНА», що об’єднує вихідців з Чернівецької області.

## Історія
Буковинське земляцтво створене на установчих зборах 17.06.1998 року. 
Статут Буковинського земляцтва зареєстровано 01.09.1998 року в управлінні юстиції м. Києва, нову редакцію статуту зареєстровано у 2017 році. 
Його засновниками є:

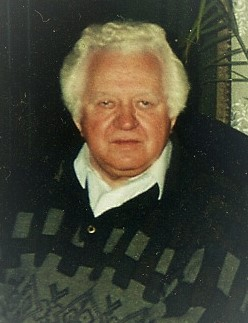
Ткач Михайло Миколайович - почесний Голова, засновник

- Михайло Ткач, поет, кіносценарист, лауреат Національної премії ім. Т.Г.Шевченка, народний артист України,  заслужений діяч мистецтв України, почесний Голова Буковинського земляцтва;
- Микола Проданчук, директор Інституту екогігієни й токсикології ім. Л. І. Медведя Міністерства охорони здоров‘я України (з 1994 р.), перший заступник Голови Буковинського земляцтва;
- Богдан Гурбик — заступник Голови Буковинського земляцтва, відповідальний секретар.

## Мета
Головна мета Буковинського земляцтва  — захист національно-культурних, економічних та соціальних інтересів Буковини, пропаганда історії, культури, надання допомоги землякам.

## Організаційна структура та порядок роботи
Рада Буковинського земляцтва — організовує і координує всю роботу в період між звітно-виборними зборами, які проводяться згідно з останньою редакцією  статуту не менш одного разу на 5 років.
Радою Буковинського земляцтва керують:
- Голова — Цибух Валерій Іванович;

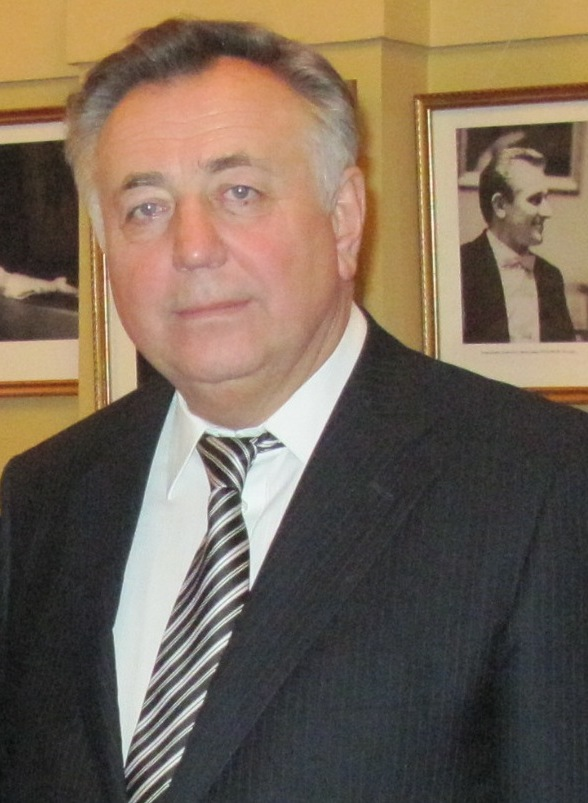
Валерій Цибух - Голова земляцтва

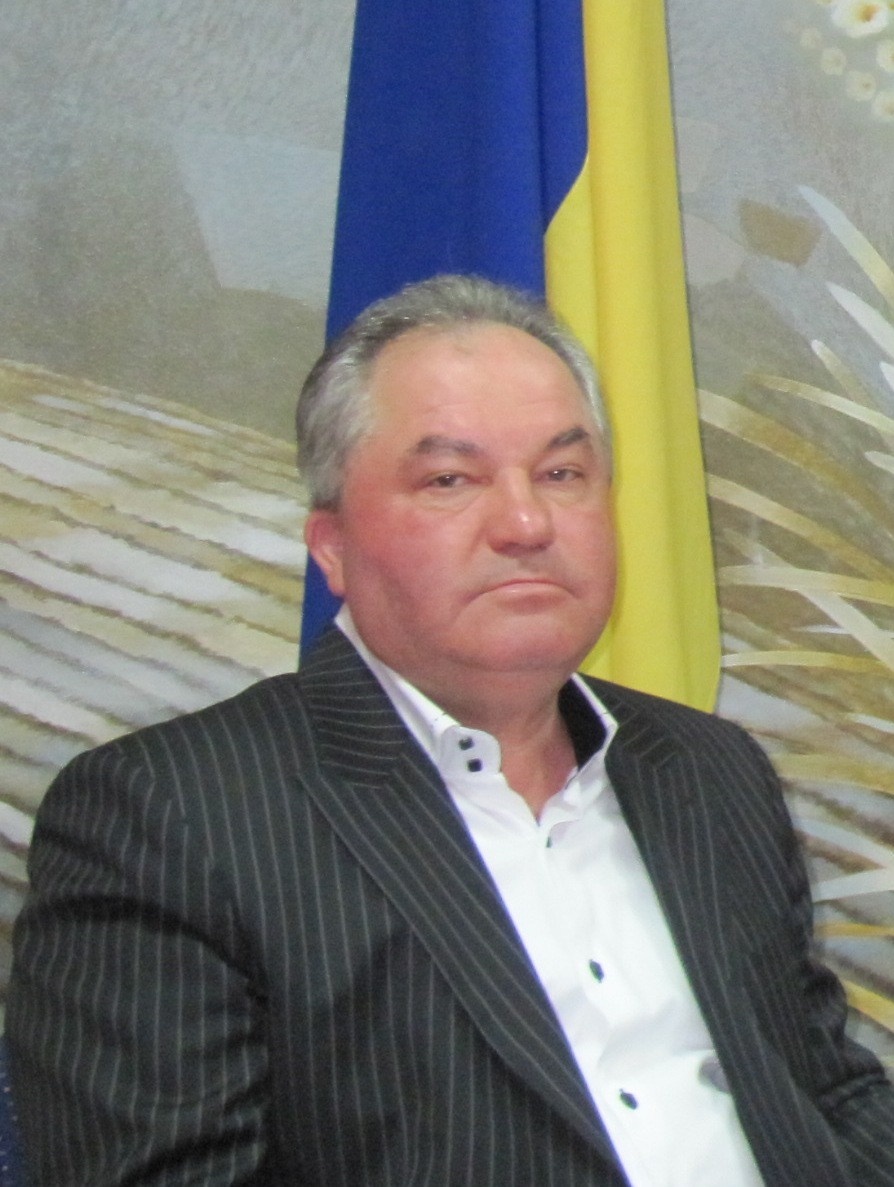
Ростислав Тальський - перший заступник Голови земляцтва

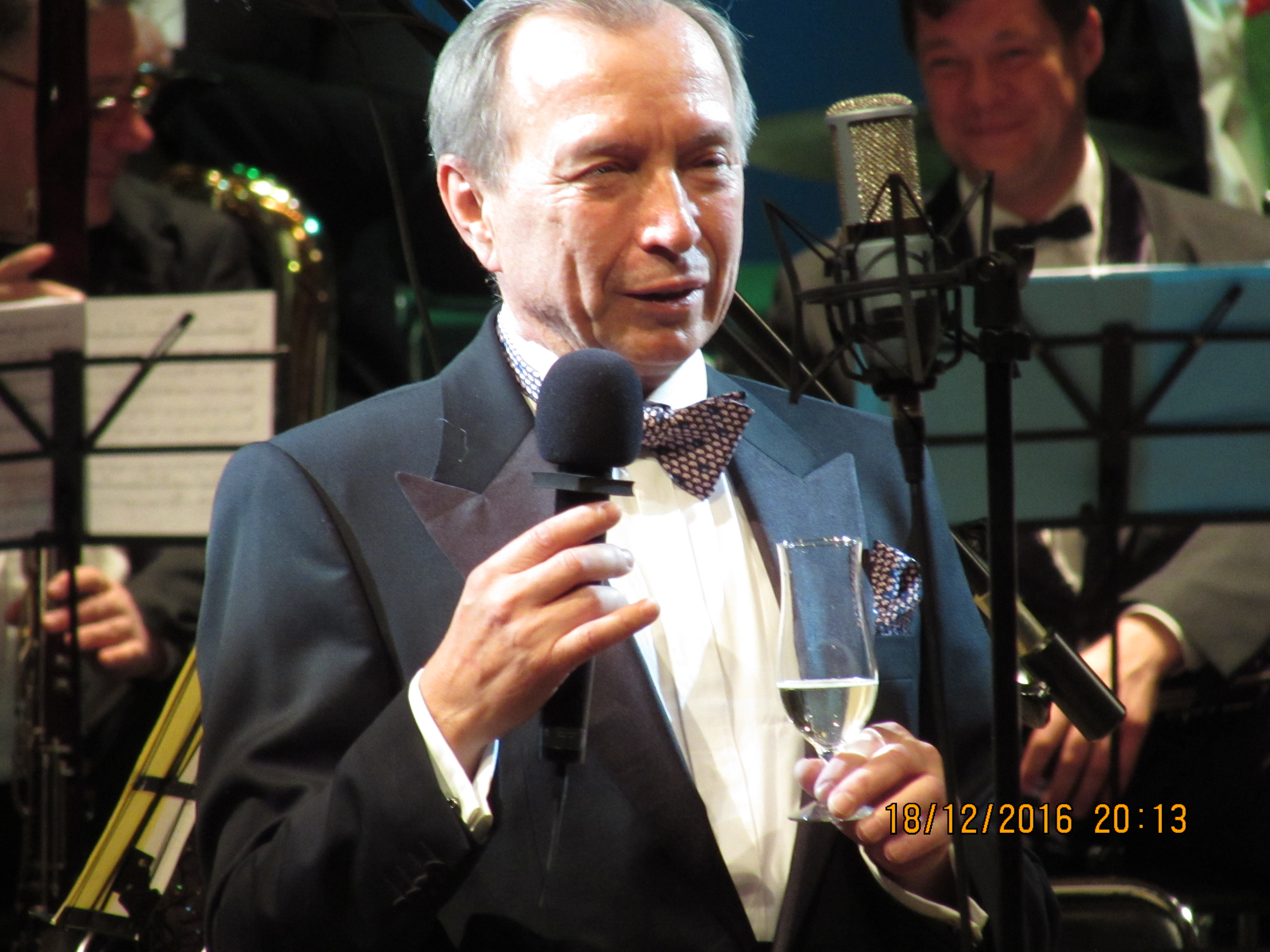
Микола Проданчук - перший заступник Голови земляцтва

- Перший заступник Голови — Тальський Ростислав Борисович;

- Перший заступник Голови — Проданчук Микола Георгійович

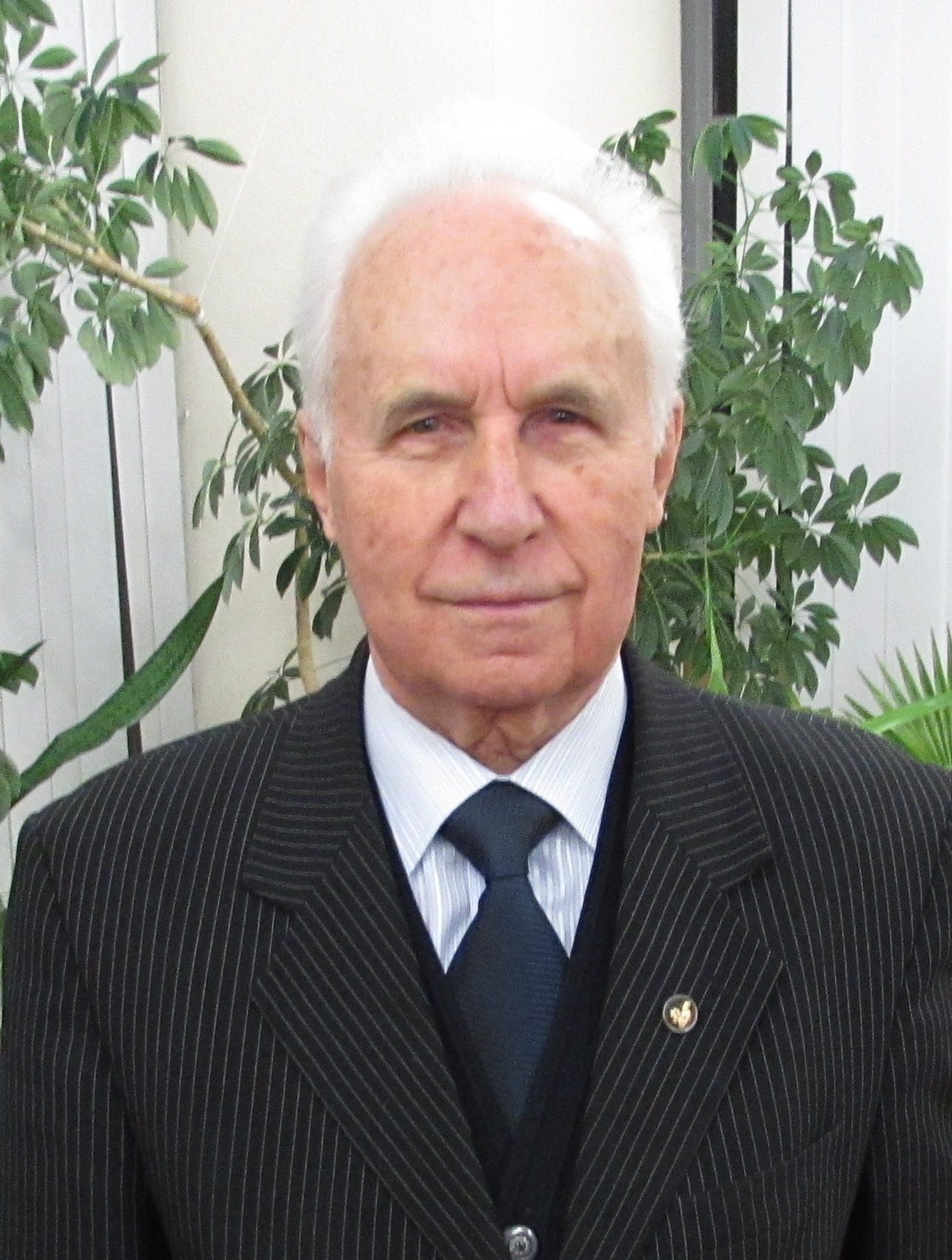
Георгій Гайко - заступник Голови земляцтва

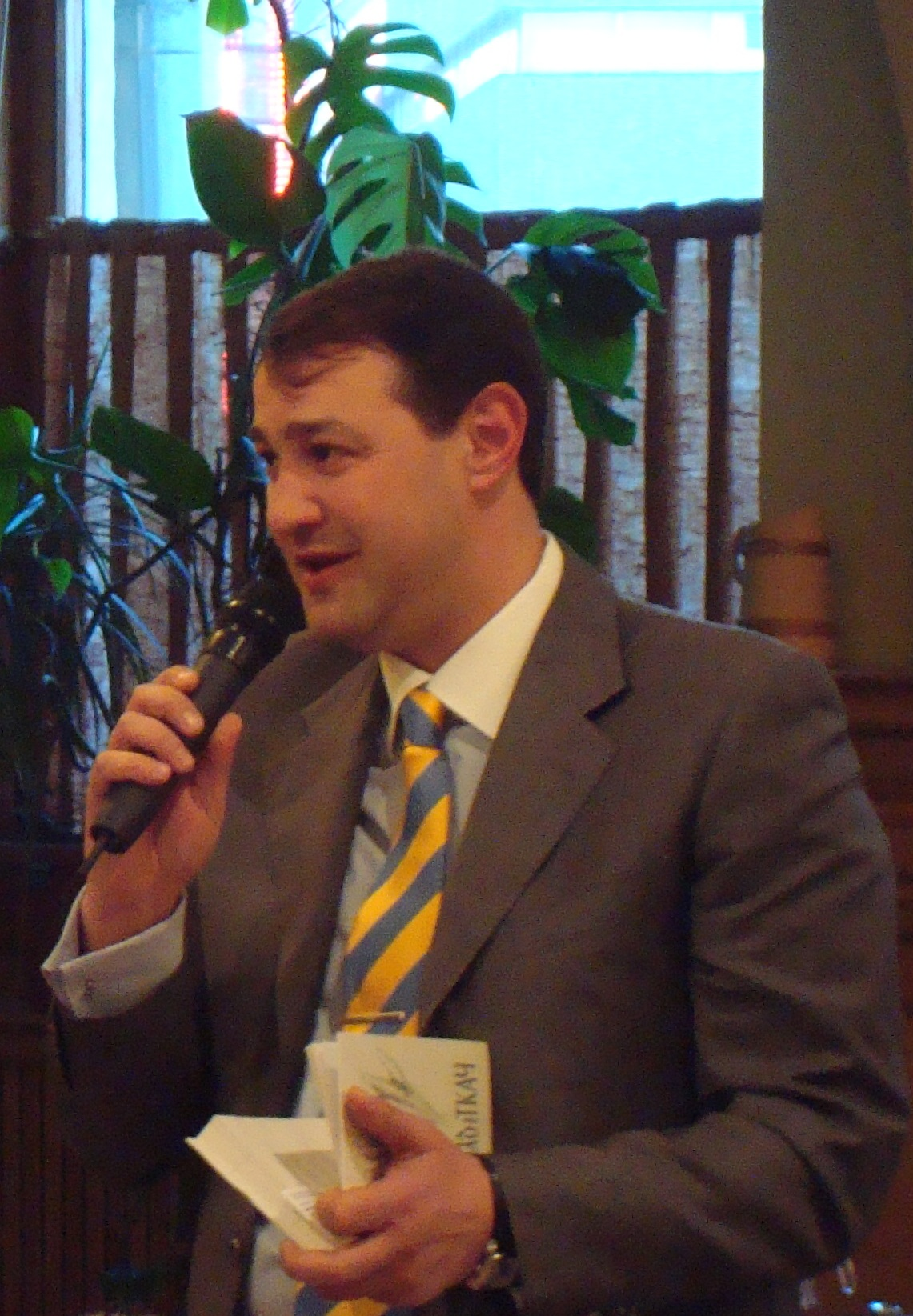
Ігор Яків'юк - заступник Голови земляцтва

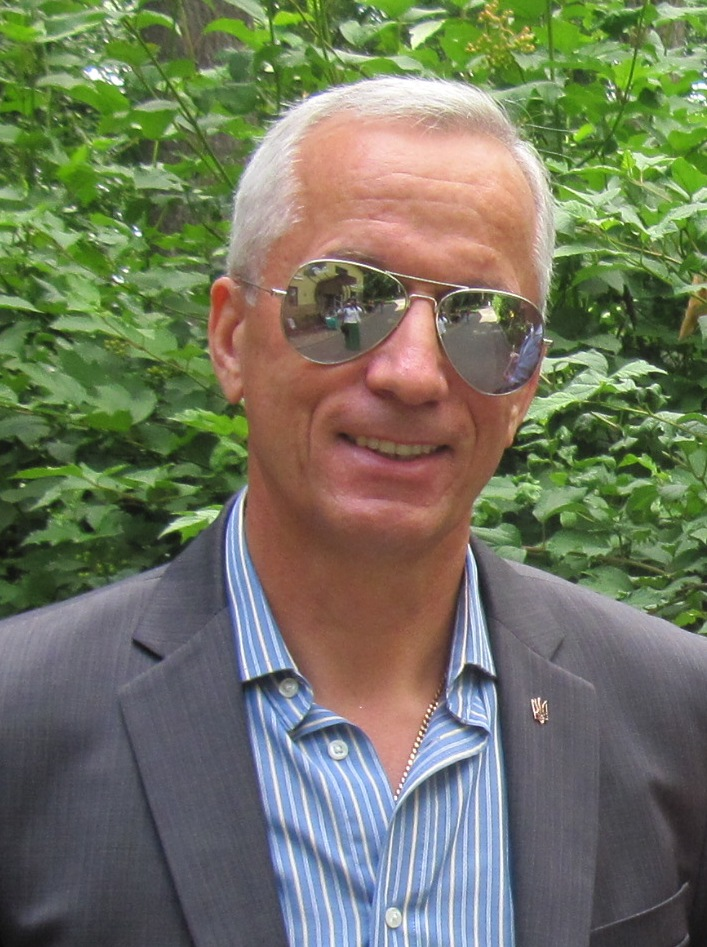
Володимир Мельников - заступник Голови земляцтва

- заступники Голови — Гайко Г.В., Мельников В.М., Скибінський А.Г., Яків'юк І.В., Саєнко В.М., Шапка О.І.

Питаннями поточної діяльності Буковинського земляцтва займаються відповідальний секретар та члени Ради-керівники таких секцій:
- Секція з питань науки, медицини та освіти — заступник Голови Буковинського земляцтва академік Національної АМН України Гайко Г.В., перший заступник Голови член-кореспондент Національної АМН України Проданчук М.Г.;
- Секція по роботі з жінками — Майданська С.В., Молдован Л.В., Менжерес Г.М.;
- Секція по роботі з ветеранами та пенсіонерами — Оверченко Б.П., Нікула Т.Д., Ковальчук А.В.;
- Секція по роботі з молоддю — Хоптинець О.О., Візнюк В.В.;
- Секція підприємництва — Яків'юк І.В., Скрипник С.В., Тупкало В.М.;
- Секція з питань культури, видавництва та зв’язків зі ЗМІ — заступник Голови Буковинського земляцтва Мельников В.М. (з 18.11.2016), Ладан О.Ф., Метерчук В.Г.;
- Секція військовослужбовців та правоохоронців — Гричай Ю.А. (з 18.11.2016), Стринатко Ю.Д., Величко М.В.;
- Секція зв’язків з Верховною Радою України, Кабінетом Міністрів  та органами місцевої влади — заступник Голови Буковинського земляцтва Скибінський А.Г., Саєнко В.М., Лєкарь С.І.;
- Секція колективних членів — Станкевич С.О., Захарчук В.М.

Ревізійна комісія
Бальона Я.Г. — голова комісії;
Павленко Н.О.;
Місевич О.З.

## Фото з деяких заходів Буковинського земляцтва

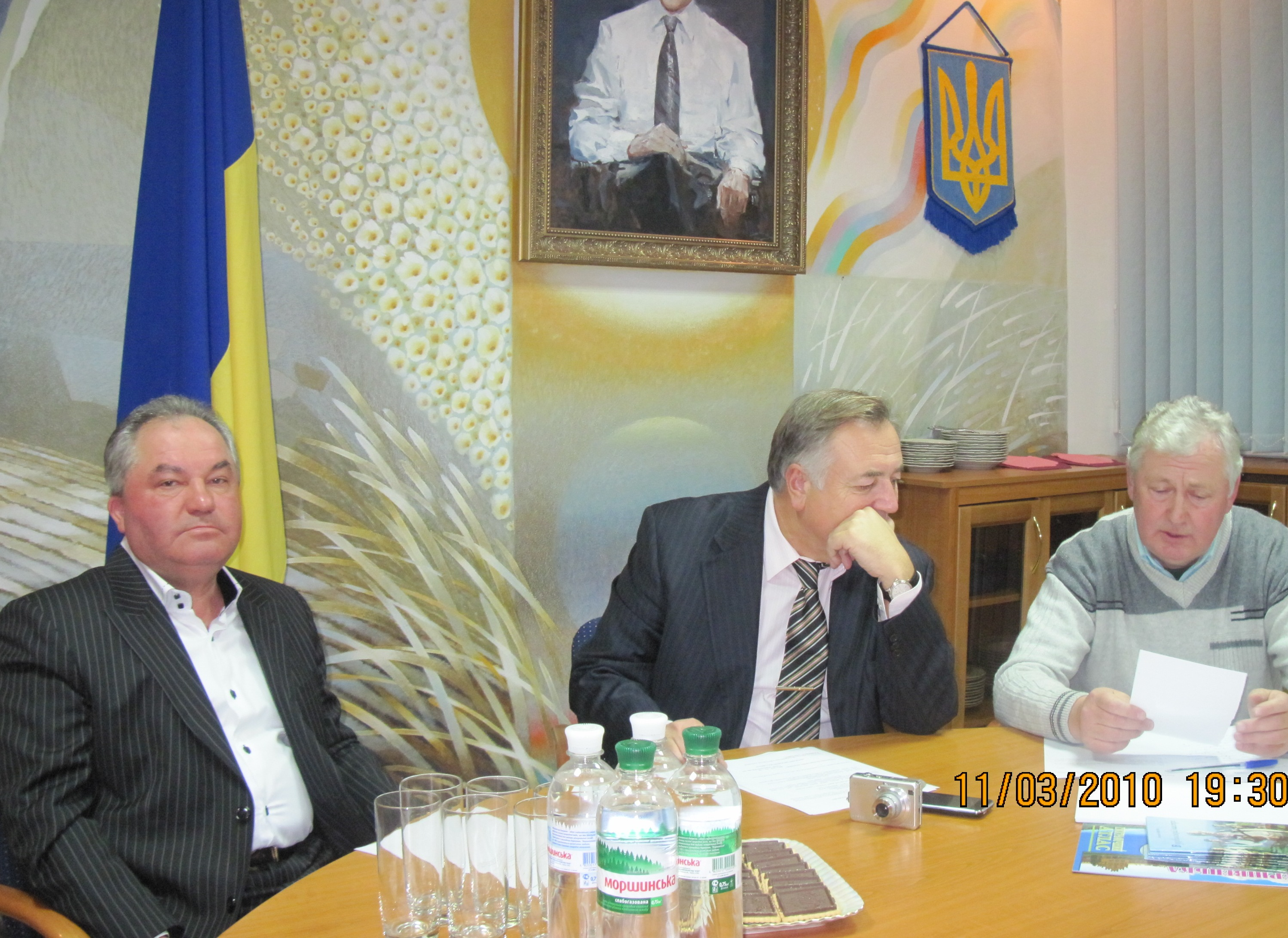
Рада буковинського земляцтва - Тальський В.І., Цибух В.І. та Гурбик Б.О.
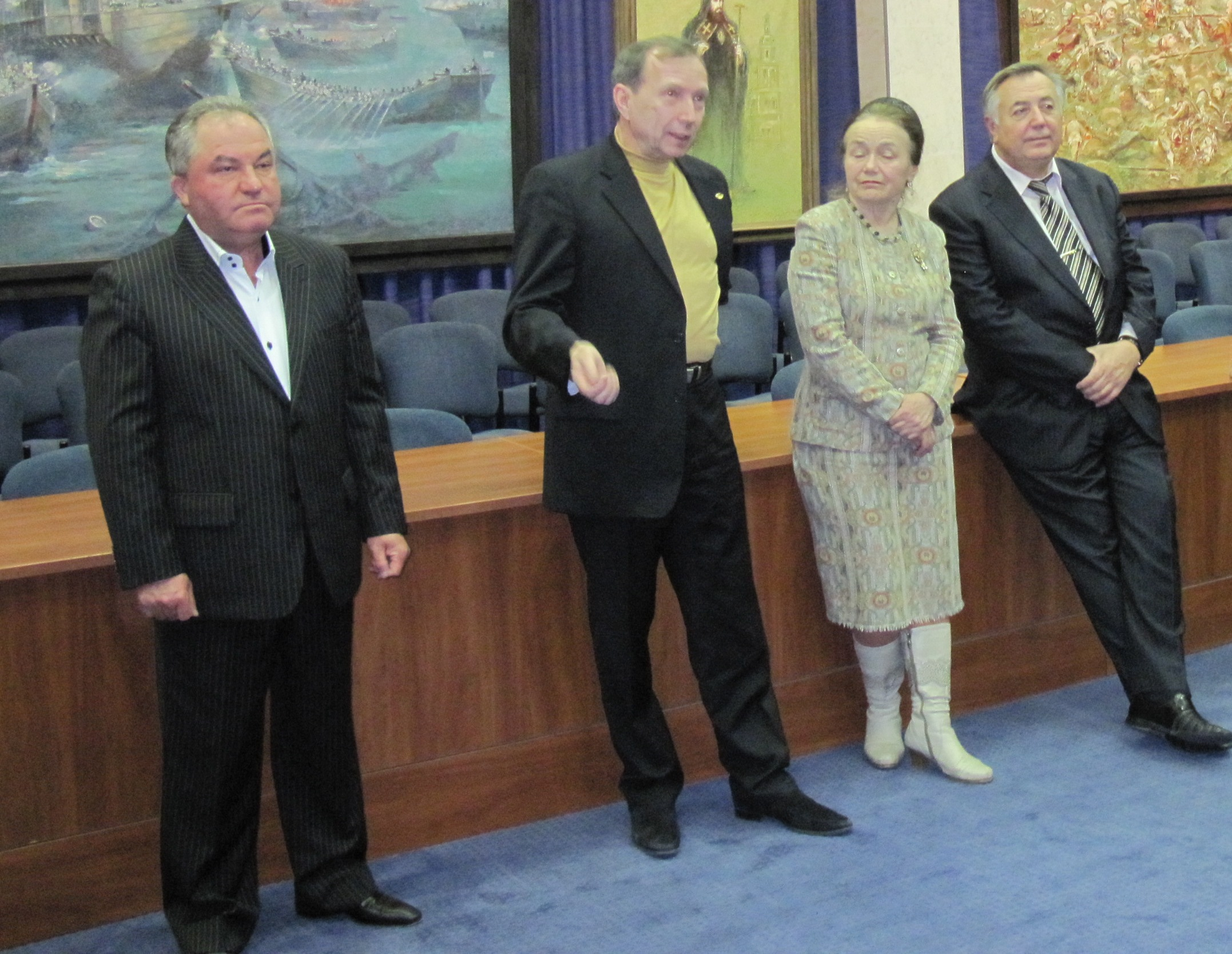
Рада буковинського земляцтва - Тальський Р.Б., Проданчук М.Г., Молдован Л.В., Цибух В.І.
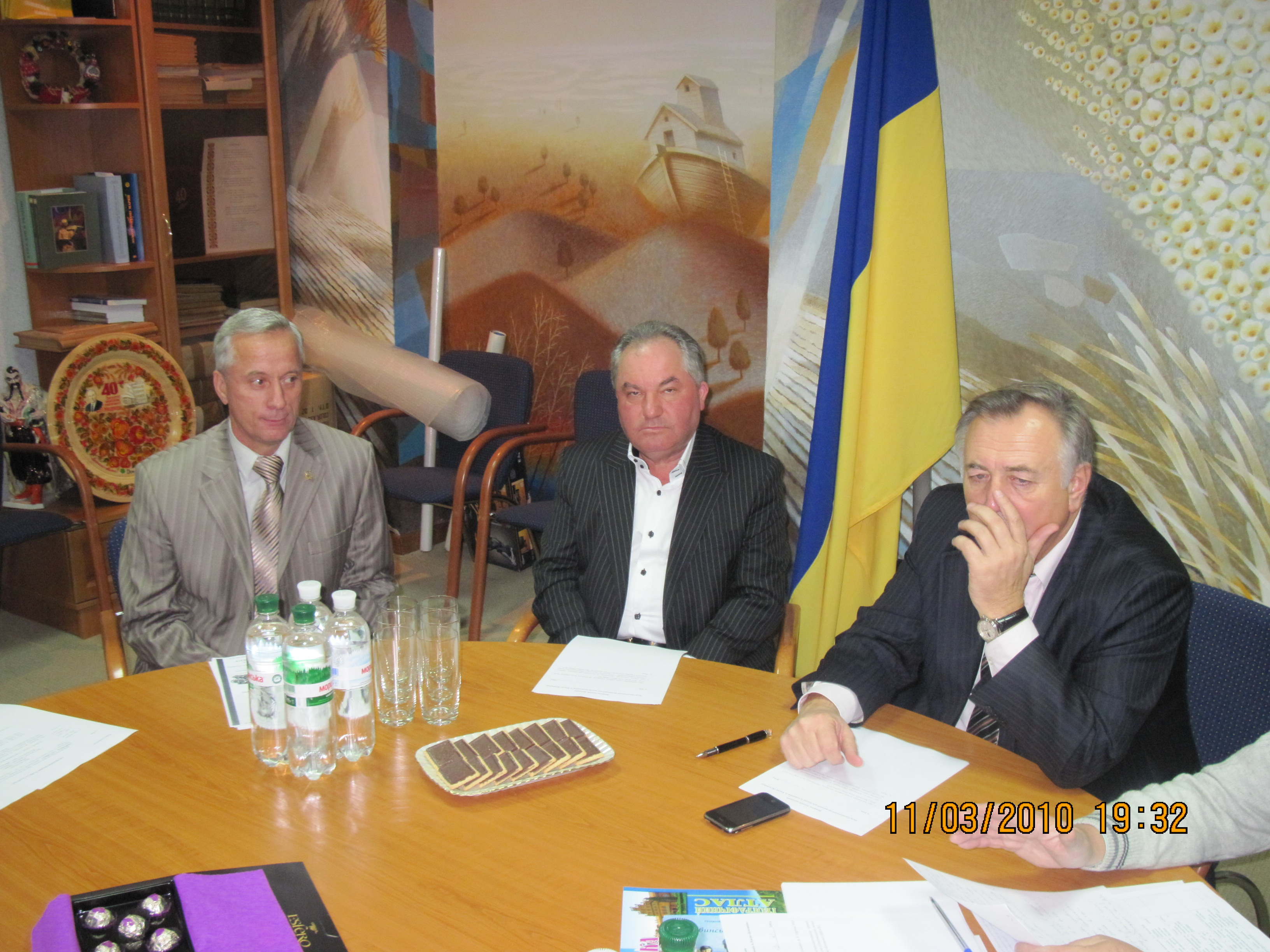
Рада буковинського земляцтва - Мельников В.М., Тальський В.І. та Цибух В.І.
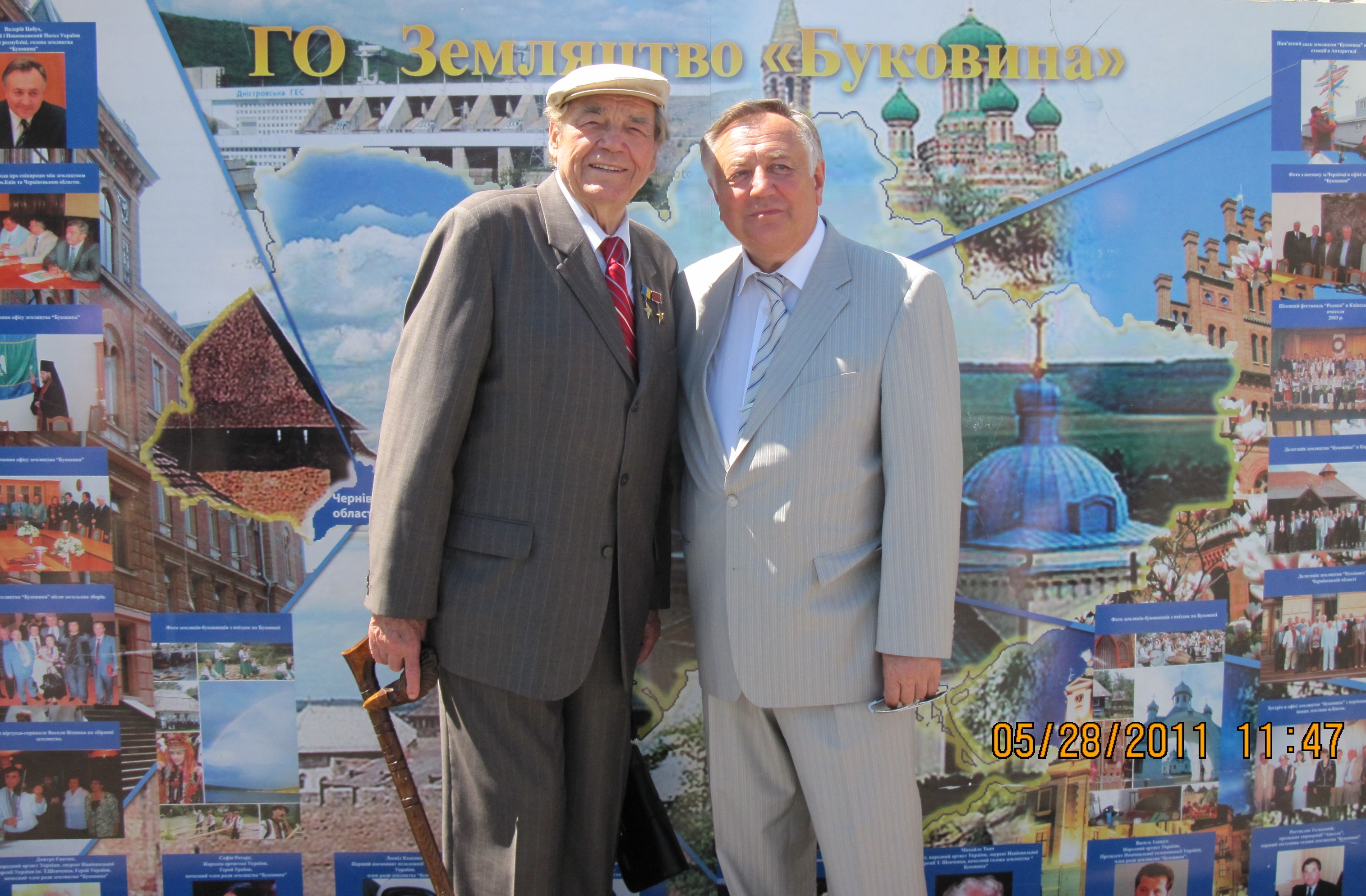
День Києва - Гнатюк Д.М. та Цибух В.І.
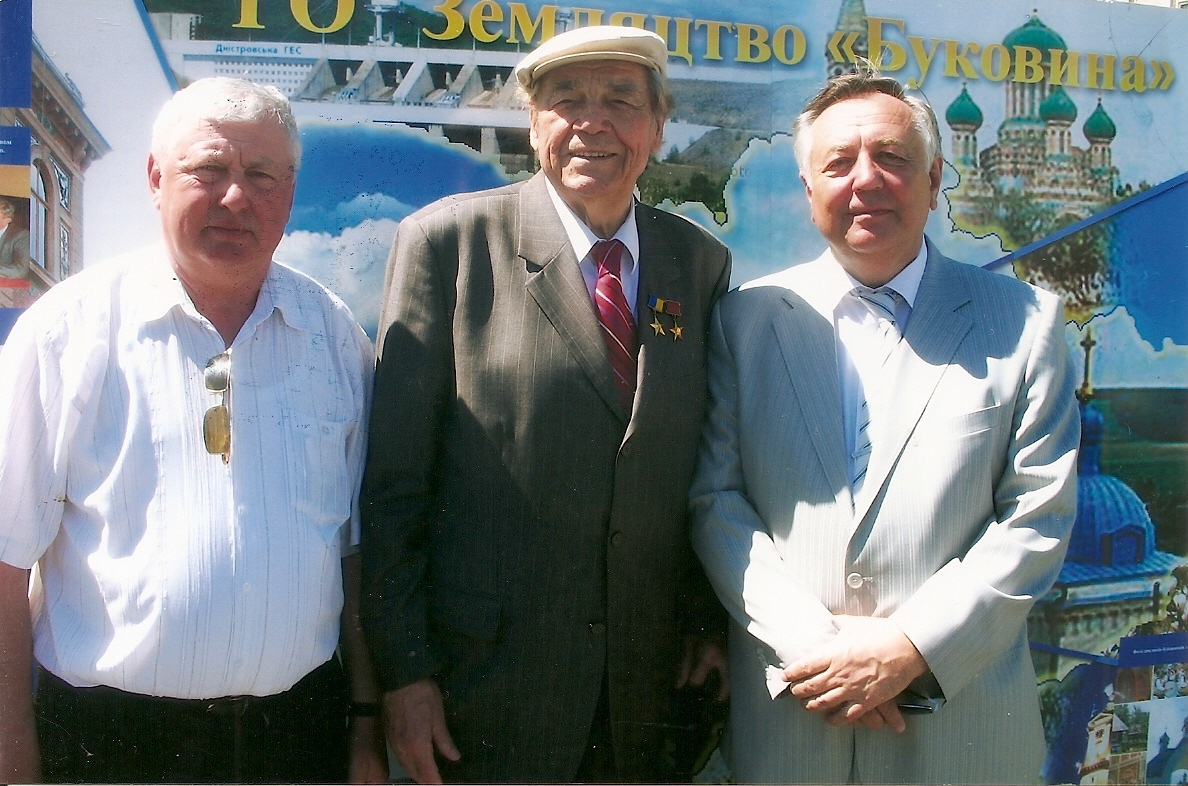
День Києва - Гурбик Б.О., Гнатюк Д.М. та Цибух В.І.
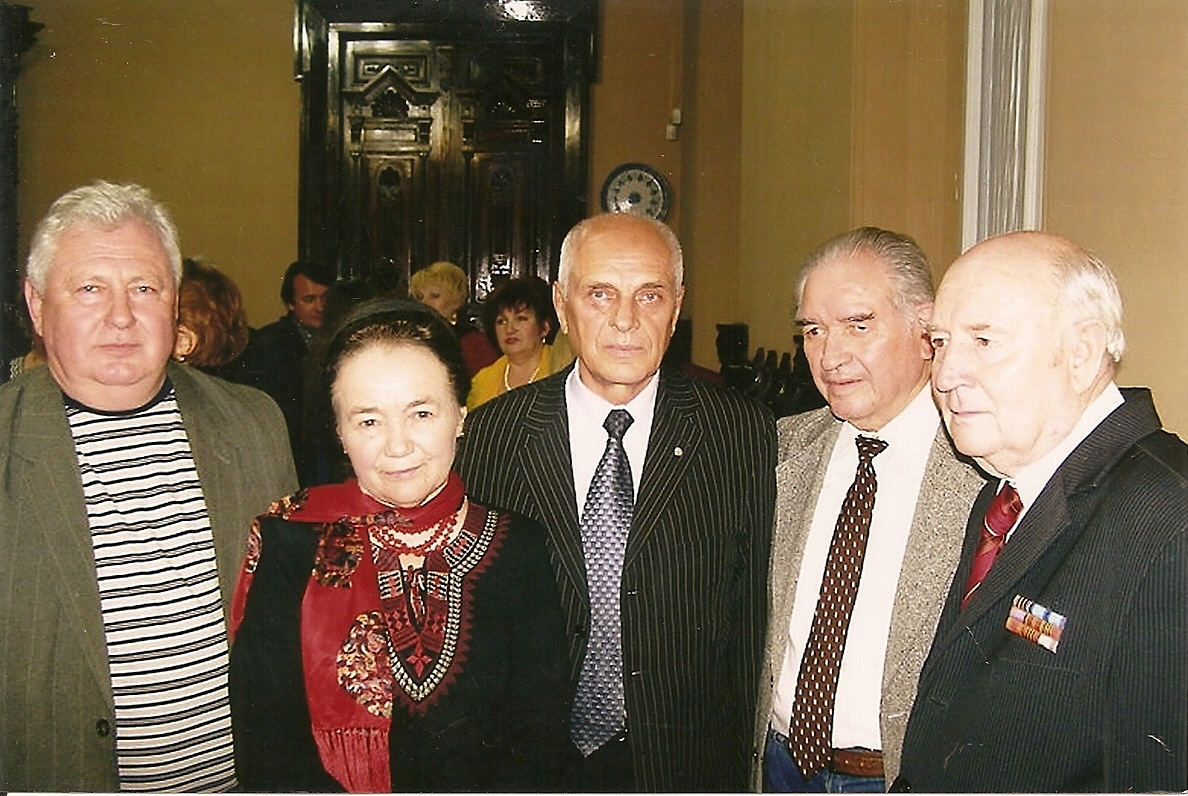
Будинок письменників - Гурбик Б.О., Молдован Л.В., Гричай Ю.А. та ін.
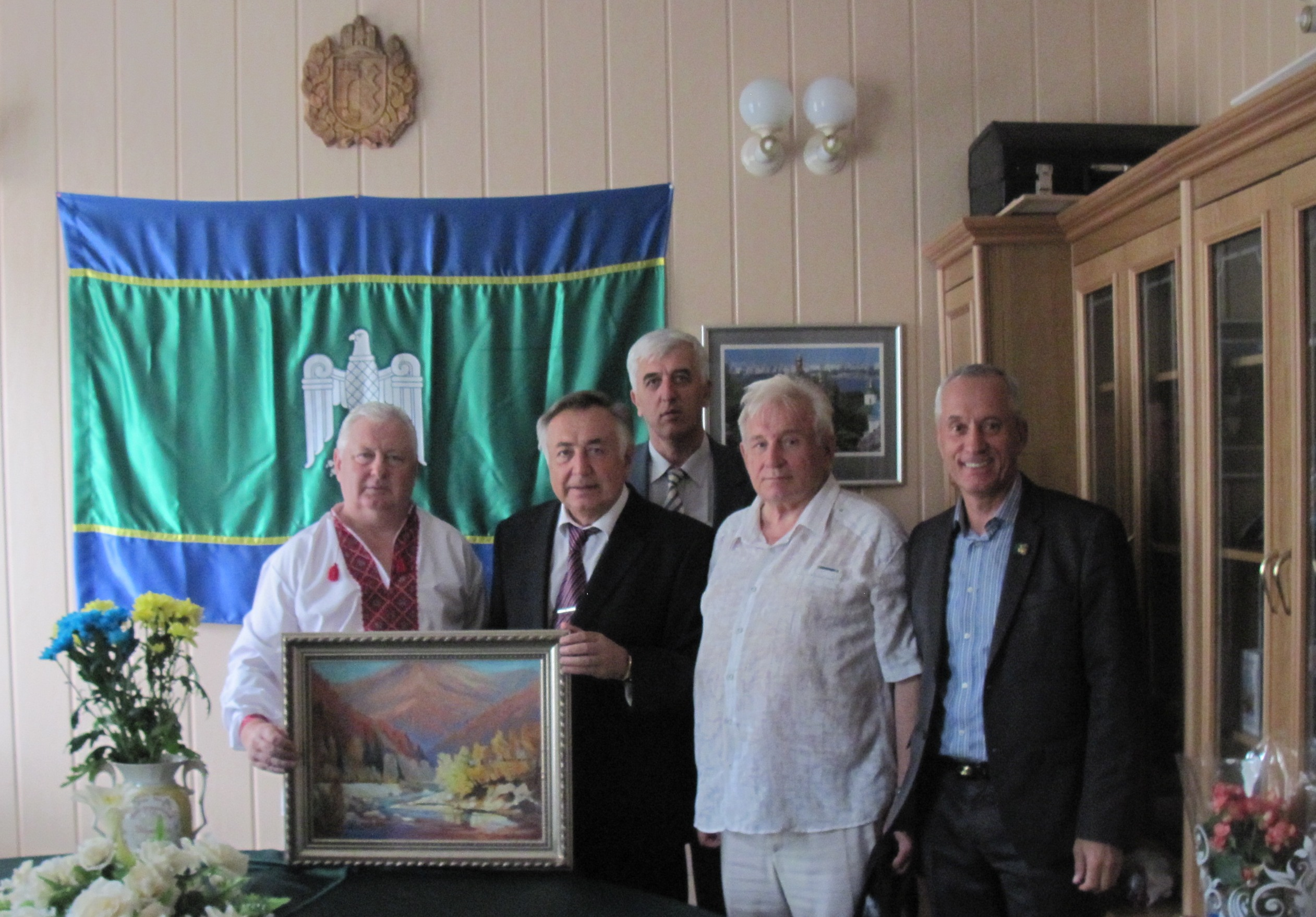
Офіс буковинського земляцтва - Гурбик Б.О., Цибух В.І., Фольварочний В.І., Мельников В.М., 26.08.2014
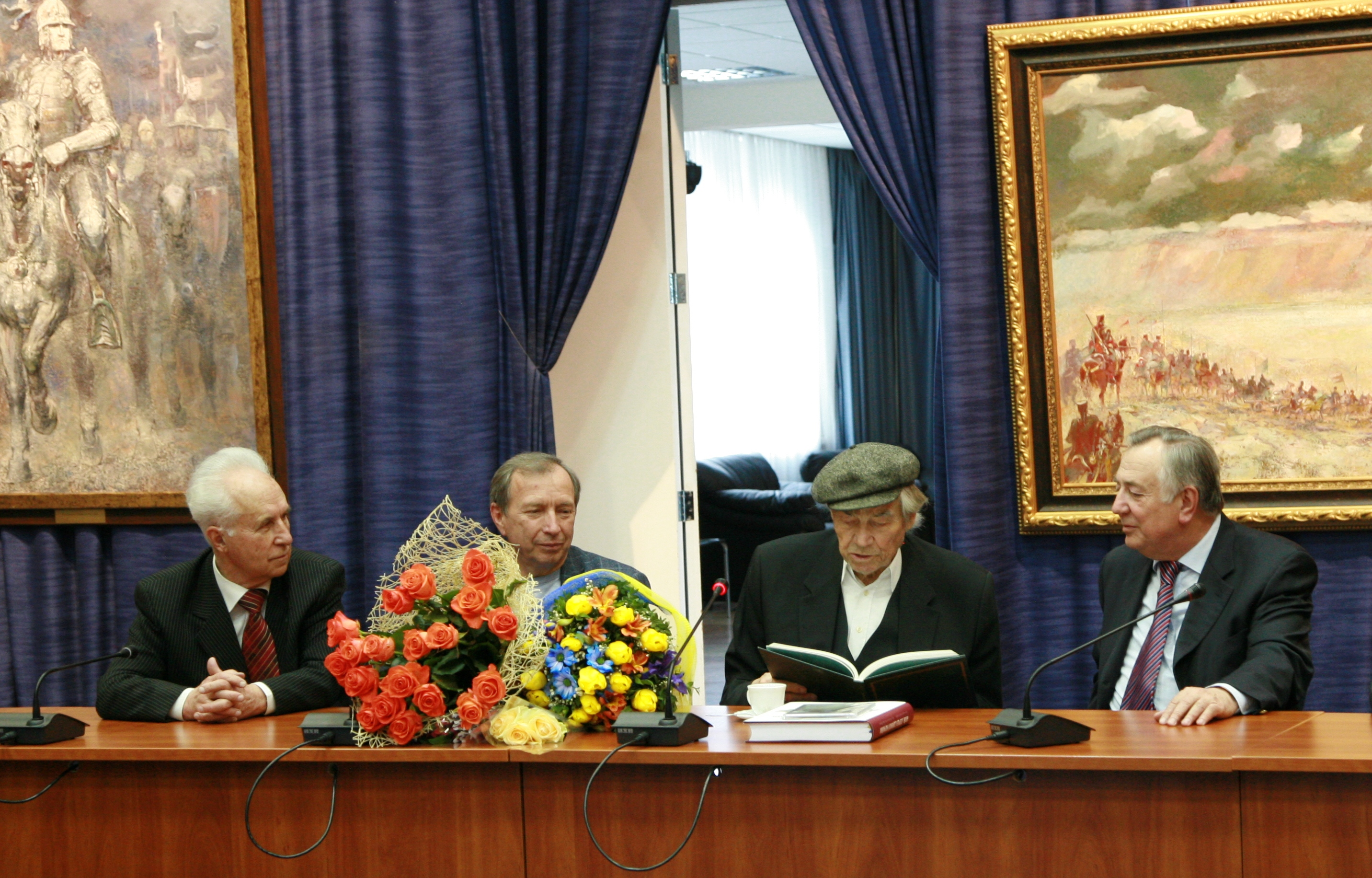
Буковинське земляцтво вітає Дмитра Гнатюка з ювілеєм - Гайко Г.В., Проданчук М.Г., Гнатюк Д.М.. та Цибух В.І.
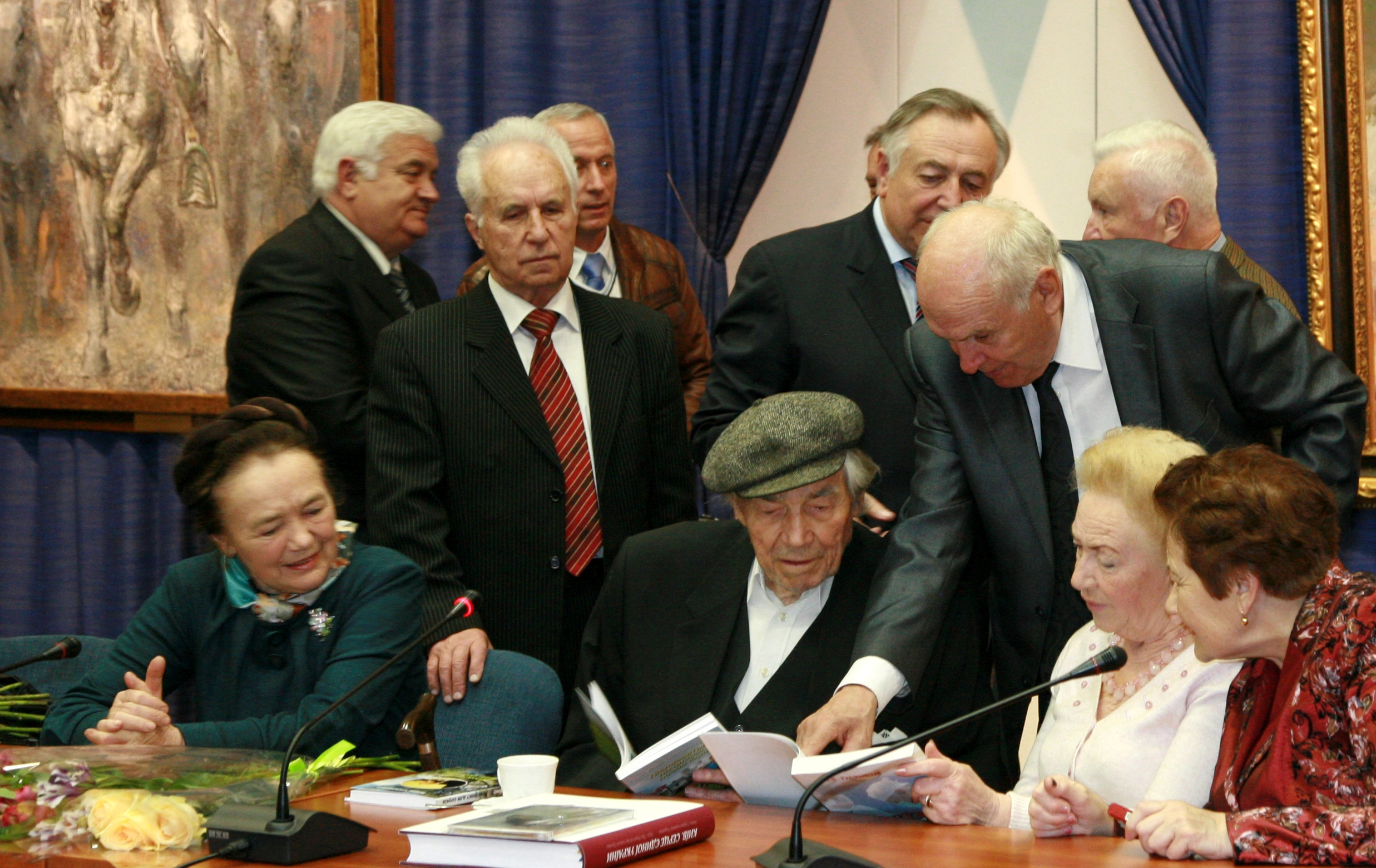
Буковинське земляцтво вітає Дмитра Гнатюка з ювілеєм - Л.Молдован, Г.Гайко, В.Мельников, Д.Гнатюк, В.Цибух, Г.Менжерес та ін. 17.04.2015
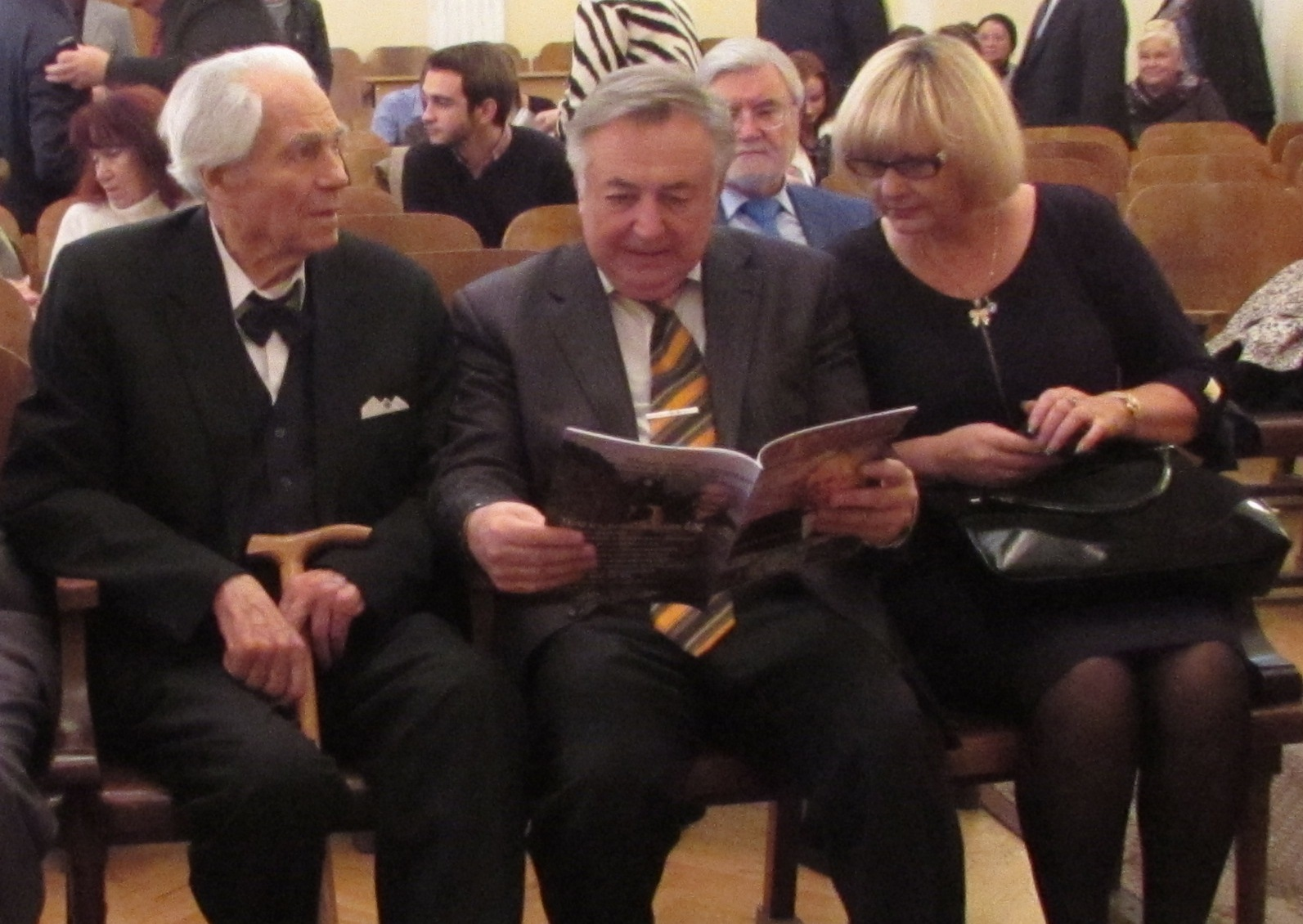
Презентація книги Василя Фольварочного «На крилах орлиного лету». На фото Дмитро Гнатюк, Валерій Цибух, Тетяна Пишнюк. Київ, 16.11.2015
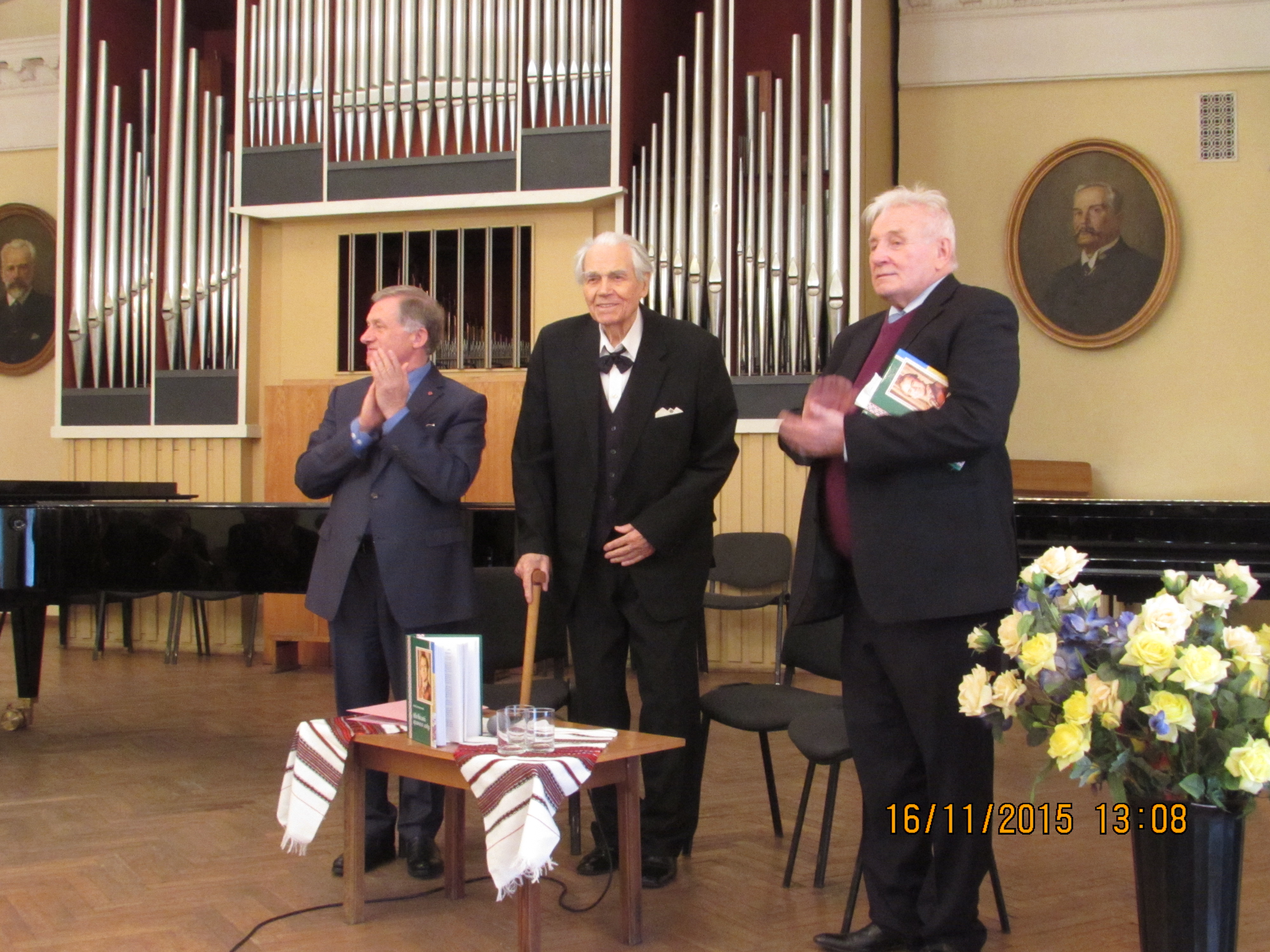
Презентація книги Василя Фольварочного «На крилах орлиного лету». На сцені Володимир Рожок, Дмитро Гнатюк, Василь Фольварочний.
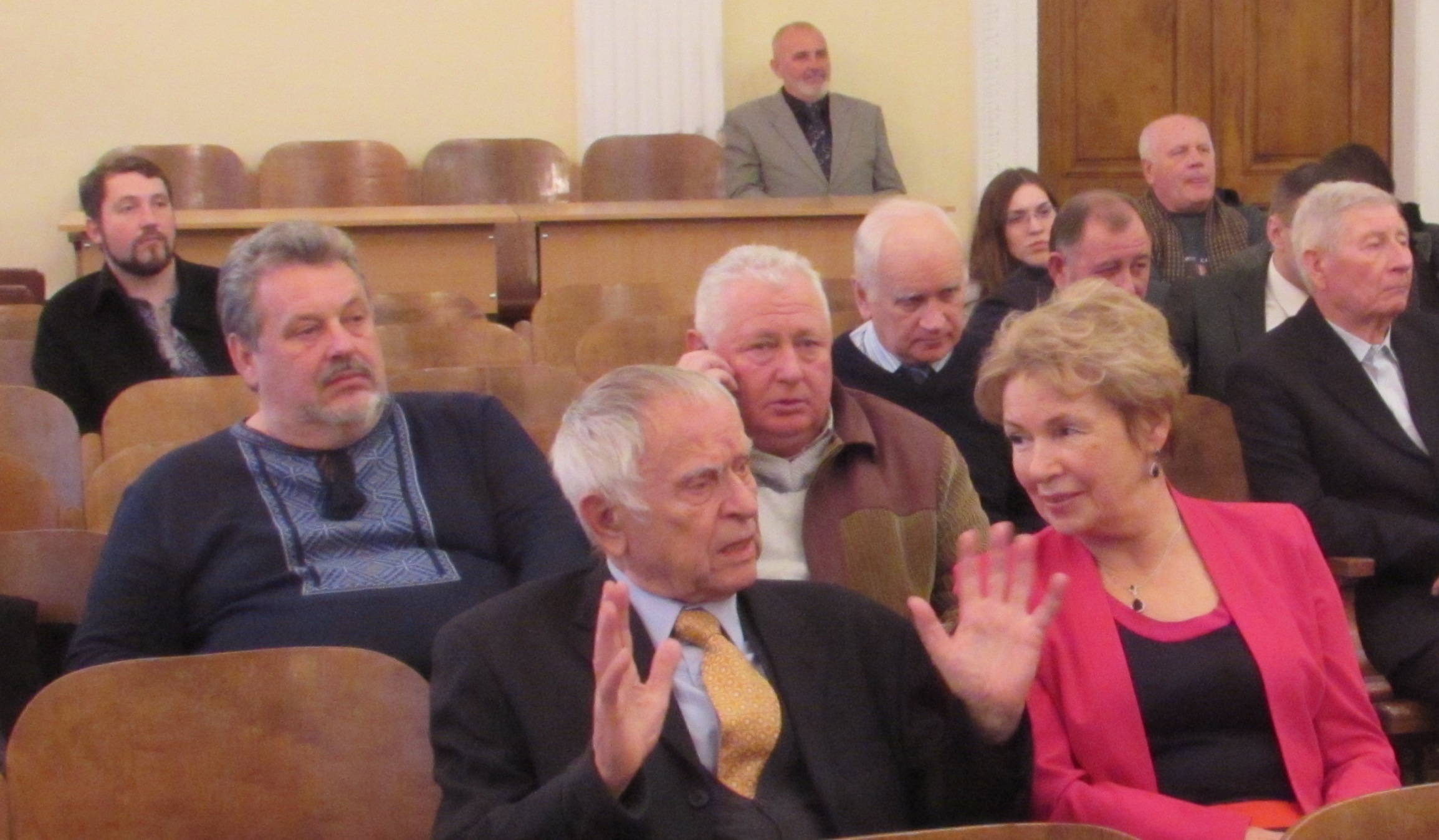
Мала зала Національної музичної академії. На фото Олег Місевич, Дмитро Павличко, Богдан Гурбик та ін. Київ, 16.11.2015